# Wodianyj
Wodianyj (ros. Водяный) – chutor w Rosji, w obwodzie rostowskim, w rejonie ziernogradzkim. W 2021 liczył 114 mieszkańców.